# Marguerite Verboeckhoven
|  | Per a altres significats, vegeu «Verboeckhoven». |

Marguerite Verboeckhoven (Schaerbeek, 14 de juliol de 1865 - Ixelles, 8 d'agost de 1949) va ser una pintora belga reconeguda principalment com a pintora simbolista de marines.

## Biografia
Margarida Verboeckhoven era filla de l'editor Louis-Hippolyte Verboeckhoven i de Rosalie-Françoise Pierard, neta del pintor animalista Eugène Verboeckhoven i besneta de l'escultor Barthélémy Verboeckhoven.
Va ser educada en un entorn fàcil i cultural. Va estudiar art amb Ernest Blanc-Garin, que havia obert especialment un taller per a senyores i noies que tenien aspiracions de pintura artística. Després ella mateixa va ser professora al taller d'Ernest Blanc-Garin, on va conèixer artistes com Edwin Ganz, Lucien Wollès o Henri Evenepoel.
Igual que Ernest Blanc-Garin, va residir a Knocke on, als anys 1880 i 1890, molts artistes trobaven la seva inspiració.
L'any 1888 va ser cofundadora del Cercle des Femmes Peintres de Brussel·les. D'altres membres van ser Berthe Art, Marie De Bièvre, Marguerite Dielman, M. Heyermans, Alice Ronner, Rosa Venneman i Emma Verwée. Va organitzar quatre exposicions per al cercle els anys 1888, 1890, 1891 i 1893.
L'any 1921 es van poder veure les seves obres al Palau de Belles Arts de Barcelona, formant part de l'Exposition d'oeuvres d'artistes belges organitzada pel Reial Cercle Artístic de Brussel·les.
Va viure a Brussel·les, al carrer de Robiano 28, al carrer Vifquin 41 i, més tard, a la calçada de Wavre 249.

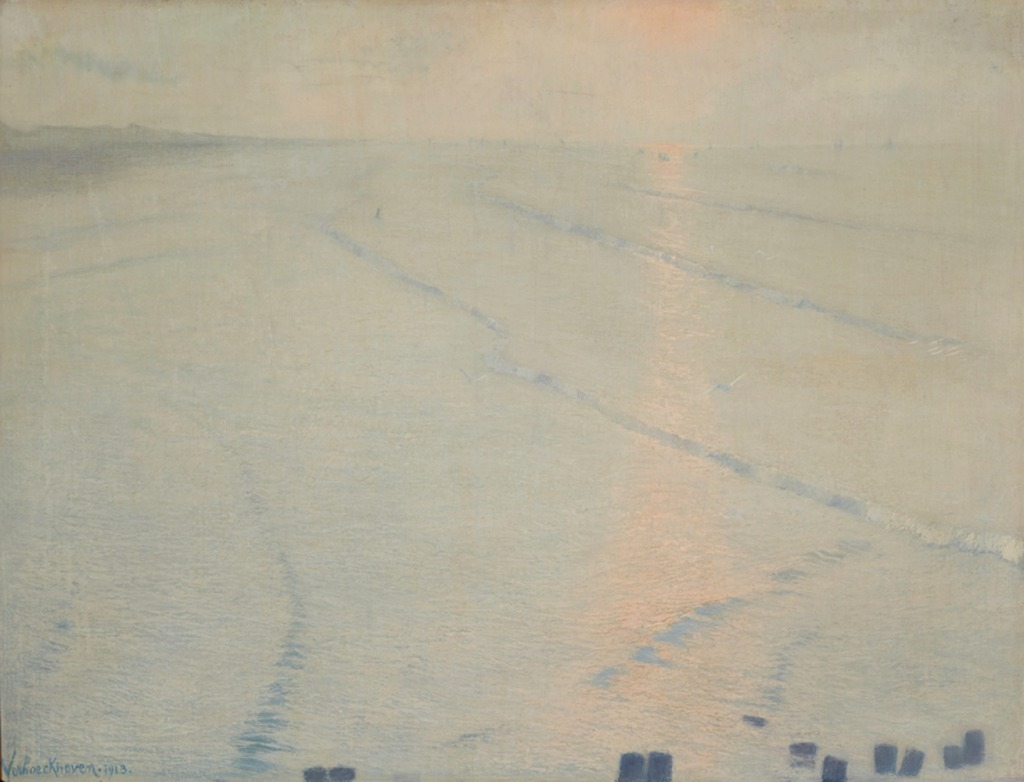
Temps clair, 1913. Musée Charlier, Brussel·les.

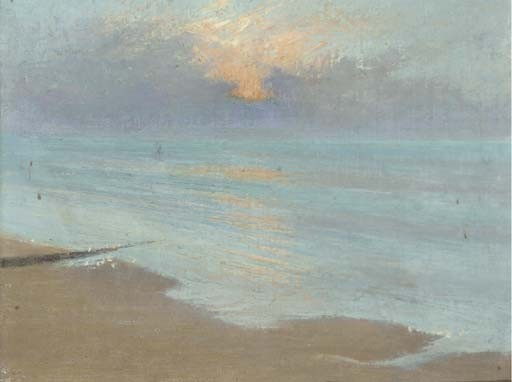
Paisatge litoral

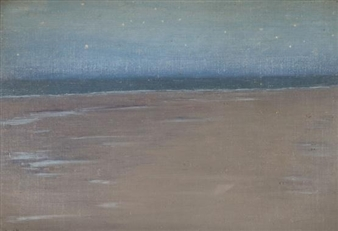
Llum de lluna en una platja deserta, 2 de gener de 1897.

## Obra i temàtica
Marguerite Verboeckhoven es va consagrar principalment a la pintura de marines. Li agradava reproduir el mar a la posta de sol o a la nit i li fascinaven els efectes fosforescents de l'aigua.
Es pot trobar obra seva als museus següents:
- Musées Royaux des Beaux-Arts de Belgique (Brussel·les): Phosphorescence, 1912.
- Musée Charlier (Brussel·les).
- Dinant, col·lecció de la ciutat.
- Musée des beaux-arts de Tournai.

## Vendes públiques
Regularment hi ha vendes públiques de les obres de Marguerite Verboeckhoven. Una de les seves pintures a l'oli, Paysage côtier (Paisatge costaner), es va vendre a Christie's de Londres l'abril de 2005 per a 1.320 lliures.

## Exposicions
- 1896. Saló de la Societat Nacional de les Belles Arts, París. Obra: Impressions synthétiques (Impressions sintètiques).
- 1897. Saló de la Societat Nacional de les Belles Arts, París. Obres: Temps sombre (Temps ombrívol), Vent du Nord (Vent del Nord), Temps calme (Temps tranquil) i Coucher du soleil (Posta de sol).
- 1898. Saló de la Societat Nacional de les Belles Arts, París. Obra: Après l'équinoxe (Després de l'equinocci).
- 1899. Saló de la Societat Nacional de les Belles Arts, París. Obra: Dieppe.
- 1902. Saló de Gand. Obra: Crépuscule à Dieppe
- 1909. Cercle Artistique et Littéraire (Wauxhall), Brussel·les, junt amb Georges Van Zevenberghen.
- 1940. Exposició retrospectiva a Brussel·les.
- 2007. Les Sens au Féminin, Museu Charlier (Brussel·les).